# Господар (Доктор Ху)
Господар или Господарица, у свој женској инкарнацији, је епизодни у британској научнофантастичној телевизијској серији Доктор Ху и са њом повезаним огранак радовима. Он је одметнути ванземаљски Господар времена и пријатељ из детињства, а касније и највећи непријатељ насловног лика Доктора. Недавно га је тумачио Саша Даван.
Више глумаца је играло Господара од увођења лика 1971. У приповедању серије, промена глумаца и накнадна промена изгледа лика понекад се објашњавају као да Господар преузима тела других ликова или као последица регенерације, што је биолошки атрибут који омогућава Господарима времена да преживе смртне повреде или старост.
Господара је првобитно играо Роџер Делгадо од 1971. до своје смрти 1973. Улогу су касније играли Питер Прат, Џефри Биверс и Ентони Ејнли, а Ејнли је ту улогу редовно понављао током 1980-их до отказивања серије 1989. Ерик Робертс је преузео улогу у ТВ филму Доктор Ху из 1996. године. Од оживљавања серије 2005. године, Господара су тумачили Дерек Џејкоби, Џон Сим, Мишел Гомез и Саша Даван.
Биверс, Робертс, Џејкоби, Сим и Гомез су поновили улогу у аудио драмама које је продуцирала продукција „Big Finish”. У исто време, Алекс Меквин, Џина Меки, Марк Гетис, Џејмс Драјфус и Мајло Паркер су тумачили инкарнације јединствене за „Big Finish”.

## Порекло
Уметничка екипа је замислила Господара као епизодног зликовца, а први пут се појавио у епизоди „Терор Отонаца (1. део)“ (1971). Продуцент Бери Летс и уредник сценарија Теренс Дикс намерно су одабрали звање „Господар” („Master” на енглеском значи и „Магистар”) јер је то, као и „Доктор”, било звање које се додељује академском дипломом. Скица три „нова лика” за 1971. (друга два су Џо Грант и Мајк Јејтс) указује да је он замишљен као „једнак, можда чак и надмоћнији чин, као Доктор”.
Летс је имао на уму само једног човека за улогу: Роџера Делгада који је имао дугу историју играња негативаца и већ је три пута покушао да буде увршћен у серију. Раније је радио са Летсом и био је добар пријатељ Џона Пертвија.
Малколм Халк је говорио о лику и његовом односу са Доктором: „Постојао је необичан однос између Господара и Доктора: осећало се да Господар заиста не би волео да елиминише Доктора... Видите да је Доктор био једина особа попут њега у то време у целом универзуму, одметнути Господар времена и на смешан начин су били саучесници у злочину.”
Несродни лик, такође познат као Господар, који је владао једном измишљеном земљом раније се појавио у серијалу „Крадљивац ума“ из 1968. насупрот Другом Доктору.

## Циљеви и лик
Будући универзални освајач, Господар жели да контролише универзум. У Смртоносном убици (1976), његови заноси су описани као да постане „господар све материје”. Такође је имао секундарни циљ: да натера Доктора да пати. У Морским ђаволима (1972), Господар помиње да би „задовољство” гледања уништења људског рода који Доктор воли било „награда само по себи”.

## Историја у серији

### Сусрети са Трећим Доктором
Господар, кога је игра Роџер Делгадо, први пут се појављује у Терору Отонаца (1971) где се удружује са Нестенском свешћу како би им помогао да нападну Земљу. Трећи Доктор (Џон Пертви) убеђује Господара да прекине овај план у последњем тренутку, а Господар потом бежи, иако је његов ТАРДИС остао покварен пошто је Доктор запленио бродско коло за дематеријализацију.
Пошто је постао главни лик у осмој сезони серије, Господар се поново појављује у Уму зла где враћа свој ТАРДИС-ов круг од Доктора пошто је покушао да лансира пројектил на живчани плин који би покренуо Трећи светски рат. Господар је поново виђен у још једном упаду на Земљу у Канџама Аксоса, а затим не успева да задржи галаксију у откупу користећи оружје судњег дана на планети Уксарије 2472. године у Фронту у свемиру. У Утварама, Господара је коначно ухватила на Земљи организација UNIT пошто је Џо Грант (Кети Менинг) спречила ванземаљца Азала (Стивен Торн) да да Господару своје моћи.
У Морским ђаволима (1972), Господар је приказан као заточен на острву код обале Енглеске. Он убеђује управника затвора пуковника Тренчарда (Клајв Мортон) да му помогне да украде електронику из ХМС Сиспајт, оближње поморске базе. Ово омогућава Господару да контактира рептилске Морске ђаволе, бивше владаре Земље, како би им помогао да поврате планету од човечанства. Господар убеђује Доктора да му помогне да направи машинерију која би Морске ђаволе извукла из милиона година хибернације. Ипак, Доктор минира уређај тако што га преоптерећује, уништава базу Морских ђавола и спречава рат између човечанства и гмизаваца. Господар након тога бежи на лебделици. Доктор у овом серијалу открива да му је Господар некада био „веома добар пријатељ“.
Делгадово последње појављивање у улози Господара је у Фронту у свемиру (1973), где ради заједно са родовима Далека и Огрона да изазове рат између Људског и Драконског царства. Шема не успева, а Господар бежи пошто је пуцао на Доктора.
Делгадо је требало да се врати у серијалу под називом Коначна игра који би био завршница 11. сезоне, међутим, погинуо је у саобраћајној несрећи јуна 1973. године, а прича никада није екранизована.

### Нови круг регенерација − дуго служење Господара
У следећем појављивању, Господар се вратио у Смртоносном убици (1976) где га је тумачио Питер Прат насупрот Четвртом Доктору (Том Бејкер). Шминка са специјалним ефектима је примењена на Прата да би Господару дао изглед попут леша. Када је пронађен од стране председника владе Гота (Бернард Хорсфал) на планети Терсур, откривено је да је Господар у својој последњој регенерацији и при крају свог коначног живота. Господар покушава да добије нови циклус регенерације користећи артефакте Расилона, обележја председника Савета Господара времена, да обмане Око склада по цену Галифреја, али Доктор зауставља Господара који бежи након своје претпостављене смрти.
Господар се касније враћа у Чувару Тракена, а улогу преузима Џефри Биверс. И даље на самрти, Господар је дошао у Тракенску заједницу да обнови свој живот користећи технолошки Извор царства. Иако заплет не успева, Господар успева да превари смрт тако што преноси своју суштину у тело Тракенског научника по имену Тремас (Ентони Ејнли) и преписује ум свог домаћина.
Господар (Ејнли у укупно 31 епизоди као лик) се суочио са наредне три регенерације Доктора до краја остатка класичне серије и даље настојећи да продужи свој живот – по могућности новим кругом регенерација. Након тога, у Пет Доктора (1983), Господари времена нуде Господару нови циклус регенерације у замену за његову помоћ.
Господаво последње појављивање у класичној серији је у Преживљавању (1989. последња прича оригиналне 26-годишње серије), заробљеног на планети народа Гепарда и под његовим утицајем који своје жртве доводи до дивљаштва. Иако Господар успева да побегне са осуђене планете, он се враћа на планету пре њеног уништења када је покушао да убије Седмог Доктора (Силвестер Мекој).

### Далечко суђење и „погубљење“
Господар је био главни антагониста телевизијског филма Доктор Ху из 1996. године. Глумио га је амерички глумац Ерик Робертс.
У прологу, Господара (кога је укратко тумачио Гордон Типл) Далеци погубљују као казну за његове „зле злочине”. Али пре његове привидне смрти, Господа захтева да Седми Доктор врати његове остатке на Галифреј. Међутим, као што се наводи у романескној варијанти филма Герија Расела, Господареве самопромене како би се продужио животни век му омогућавају да преживи погубљење тако што ће свој ум пренети у змијолики ентитет који се зове „морфан“. Ово тумачење је јасно у првом од романа из низа Пустоловина Осмог Доктора Осам Доктора Теренса Дикса, а такође је коришћено у стрип причи Пали Часописа Доктор Ху у којој се наводи да је морфан био облик - промена животиња пореклом са Скара.
Користећи своје морфанско тело да се ослободи из сандука у коме су његови остаци, Господар минира Докторову ТАРДИС конзолу да би је приморао да слети у Сан Франциско у децембру 1999. Одатле, Господар као морфан улази у тело болничара Бруса да преузме контролу над њим. Међутим, Господар сматра да је његов људски домаћин неодржив јер тело полако почиње да се дегенерише иако Господар има додатну способност да испљуне жуч налик киселини и као оружје и да ментално контролише жртве као алтернативу свом уобичајеној хипнотиичкој способности. Господар покушава да приступи Оку склада да би украо преостале регенерације Осмог Доктора (Пол Мекган), али уместо тога бива увучен у њега и наводно убијен.

### Професор Јана и Харолд Саксон
У епизоди „Утопија”, научник по имену професор Јана (Дерек Џејкоби) открива се да је Господар прерушен у биолошки људски облик да би се сакрио од Временског рата. Јана је чуо разговор између Доктора и Џека Харкнеса о временском вртлогу и путовању кроз време уопште. Користио је камелеонски лук да привремено стави свој идентитет Господара времена у шафхаузен. Ово чини Јану радозналим за свој шафхаузен и када га је отворио, поново се сјединио са Господаревом свешћу. Господар је упуцан и регенерише се у ново тело (Џон Сим) и краде Докторов ТАРДИС.
У епизоди „Звук бубњева”, Доктор се враћа на Земљу и открива да је Господар постао премијер Уједињеног Краљевства под псеудонимом Харолд Саксон. Господар отима Мартину породицу и осваја Земљу.
У епизоди „Последњи од Господара времена”, Марта проводи годину дана радећи да спаси своју породицу и да осујети Господарев план да води рат против универзума. И сам Господар напомиње да је то што је гледао у вртлог као мали учинило да га „бубњари” изаберу као „позив на рат” у његовој глави. Када га је смртно ранила његова људска жена Луси (Александра Моен), Господар одбија да се регенерише, знајући да ће то прогањати Доктора.
Господар се враћа у специјалима „Крај времена − Први део” и „Крај времена − Други део” (2009–10) када су његови следбеници покушали обред васкрсења користећи преживели комад Господаревог тела. Међутим, Луси је минирала обред и вратила Господара као нестабилно створење, гладно људског меса и са цурењем електричне енергије. Господар наставља са завером да трансформише цео људски род у своје двојнике. Господар је послат назад на Галифреј када су Господари времена запечаћени у Временском рату још једном заробљени.

### Господарица
Господар је утицао на Докторов живот у епизоди седмог серијала „Звона Светог Јована” када је неприказана „жена у радњи” дала Клари Освалд број телефона ТАРДИС-а чиме је Клара постала сапутница. Независно од било какве везе са „женом у радњи”, неприказана жена (Мишел Гомез) се накратко појављује у епизодама осмог серијала „Дубоки удах” и „Унутар Далека” дочекујући ликове у загробном животу. Ова тајанствена жена, и чињеница да је она „жена у радњи”, није откривена као Докторова другарица из детињства све до „Тамне воде” када се она званично представила Доктору као нова женска инкарнација позната као „Миси”. Она открива да је створила „загробни живот” од галифрејанског матричног исечка података који чува свест мртвих људи како би на крају могли да буду претворени у Киберљуде.
У „Смрти на небесима”, Миси нуди Доктору контролу над својом војском Киберљуди у нади да ће угрозити његов морал. Она је поражена када је њена кибер-војска уништена, а изгледа да је испарила када ју је упуцао постхумно кибер-преображени бригадир Летбриџ-Стјуарт. Миси се враћа у епизодама „Мађионичарев шегрт” и „Вештичин фамилијар” (2015) за коју је откривено да је лажирала своју смрт користећи телепортер који покреће енергија ласерског оружја Киберчовека који ју је упуцао.
У епизоди десетог серијала „Екстремис”, откривено је да Доктор држи Миси у добро уређеном трезору, након што ју је раније поштедео погубљења, али обећавајући да ће је држати закључану хиљаду година. У „Лажи Земље”, Докторова посада посећује Миси у трезору да би стекла обавештајне податке о монасима. Њено држање се чини мало промењеним и слабо цени људски живот, али у коду епизоде, она пролива сузе кајања због свих милиона смрти које је изазвала. У „Царици Марса”, она враћа Докторов ТАРДИС на Марс да спасе Доктора и Бил. У „Ждерачима светла”, Доктор ју је пустио из кавеза да изврши поправке на његовом ТАРДИС-у који је изоморфно закључан тако да она не може да управља њиме.
Доктор је покушао да испита Господарицину промену у завршници десетог серијала „Доста света и времена”/„Докторов пад” тако што шаље Миси, Бил и Нардола (Мет Лукас) у спасилачки задатак на свемирском броду који доживљава дилатацију времена у близини црне рупе. Међутим, Господар (Џон Сим) је био на броду и покренуо је настанак Киберљуди. Мисина оданост је растрзана између Доктора и свог старог себе. Пошто је у почетку издала Доктора, она касније стаје уз њега против војске Киберљуди, бодући себе из прошлости, узрокујући да се Господар регенерише. Бесан што је Миси постала Докторова савезница, Господар је упуцава својим ласерским шрафцигером, наводно онемогућујући њену способност да се регенерише и убијајући је.

### Шпијунски Господар и Григориј Распућин
Током „Спајфола” Тринаести Доктор тражи бившег агента МИ6 познатог као „О” (Саша Даван) који се открива као нова инкарнација Господара током висеће судбине пошто је убио правог О-а и преузео његов идентитет. У епизоди „Ванвременска деца”, Господар води Доктора у рушевине Галифреја и открива како су Господари времена тајно стекли моћ да се регенеришу сакупљајући ДНК Ванвременског детета за које се открива да је Доктор који је живео све време Галифрејеву цивилизацију и бар једном је обрисала њено памћење.
Господар покушава да убије Усамљеног Киберчовека и убеђује Киберијум, вештачку интелигенцију која садржи сво знање и историју Киберљуди, да користи његово тело као домаћина. Користећи Киберијум, Господар ствара нов род Киберљуди са регенеративним способностима мртвих Господара времена. Доктор не успева да победи Господара користећи „честицу смрти” која може уништити сав органски живот на планети. Ко Шармус, чувар границе, криви себе за нов род Киберљуди јер је био одговоран за скривање Киберијума и није успео. Док Доктор бежи, Ко Шармус се жртвује детонирајући честицу смрти, наизглед убијајући Господара и његову војску Кибергосподара.
После наговештаја у „Победницима” (2021), Даванов Господар се вратио у „Моћи Доктора” (2022), последњој епизоди Џоди Витакер у улози Тринаестог Доктора. У тој епизоди, Господар, пошто је преживео честицу смрти, постаје Григориј Распућин у Русији 1916. и савезник са својим Кибергосподарима и Далецима. Након што је мамио UNIT уништавањем познатих слика, он и његови савезници заробљавају Доктора којег враћа у 1916. годину. Он открива свој план да Земљу претвори у ливницу за Киберљуде и Далеке и користи енергију заробљеног бића званог Курункса да насилно регенерише Доктора у себе.
Господар, који сада поседује Докторово тело и ТАРДИС, намерава да окаља њено име користећи га као силу за терор и почиње да спроводи свој план. Међутим, сапутница Јасмин Кан га гура из ТАРДИС-а и користи холограм Доктора која је безбедна да помогне бившим сапутницима Теган Јованки и Ејс да зауставе Киберљуде и Далеке док она поново ухвати Господара, користећи Господарову сопствену опрему и енергије Хибрида Господара времена/Киберљуди да преокрену регенерацију враћајући Докторку у њено тринаесто тело. Пошто је обновљена, Доктор и њени разни савезници заустављају Киберљуде и Далеке, она ослобађа Курункс и налаже га да уништи Господареву планету енергетским снопом. У свом ослабљеном, изворном телу, Господар усмерава сноп на Докторку (покрећући њену следећу регенерацију) пре него што се срушио близу свог ТАРДИС-а. Јасмин успева да спасе Доктора, али Господар је остављен на планети која је имплодирала и наизглед нестаје заједно са њом.

### Заробљеник Творца играчака
У специјалу из 2023. „Кикот”, Творац Играчака говори Четрнаестом Доктору да је Господар једно од неколико бића које је победио. Творац играчака открива да га је, пошто је победио у игри Господара који га је „молио за живот”, заувек заробио у златни зуб. Касније, када су Четрнаести и Петнаести Доктор протерали Творца Играчака из постојања, зуб остаје на поду, а подиже га неко непознат.

## Особине

### Интелигенција и став
Показало се да Господар и Доктор имају сличан ниво интелигенције и да су били другови из разреда на Академији Господара времена на Галифреју где је Господар надмашио Доктора. Слична веза између њих двојице је такође поменута у „Крају времена“ у којем се Господар присећа са Десетим Доктором о очевим имањима на Галифреју и свом детињству са Доктором пре него што каже „а види нас сад“. У епизоди „Утопија” из 2007. Десети доктор назива трансформисаног и прерушеног Господара генијем и показује дивљење његовом интелекту пре него што је открио његов прави идентитет. Десети Доктор даље изражава дивљење Господаревом интелекту у „Крају времена“ називајући га „сјајним и хладним ко стена”, а ипак наводи да би Господар могао бити више ако би само одустао од своје жеље за доминацијом. Дванаести Доктор наводи да је Господарица „једна особа скоро паметна као ја“ („Лаж земље“).
Делгадово тумачење Господара било је углађен и очаравајући социопатски појединац способан да буде учтив и убиствен у скоро исто време. Његова израда је омаж класичном свенгалском лику: црни нехруовски сако са брадом и брковима.
Аспекти Симовог тумачења Господара паралелни су са Доктором Дејвида Тенанта, првенствено у његовој способности да осветли напета стања и његовој прилично чудној и хиперактивној личности. Према речима продуцената, ово је учињено да би Господар учинио више претњи за Доктора тако што је он преузео једну од највећих предности свог противника, као и да би паралеле између ова два лика учиниле карактеристичнијим.Ово образложење је Господар написао у дијалогу у епизоди „Утопија” у којој он јасно каже док се регенерисао да ако Доктор може бити млад и јак, онда може и он.
Мишел Гомез је задржала Симов приказ лика, посебно психопатско понашање и неприкладна осећајна реаговања на одређена стања. Она је такође приказала изворне обичаје немилосрдног, убилачког понашања и величанствену, макијавелистичку злочиначку интелигенцију која је била доследна током свих инкарнација. Међутим, она је такође показала много кокетнији начин са својим новим женским идентитетом који јој је омогућио да у потпуности изрази аспекте Господареве двосмислене везе са Доктором (као што је претходно истражила Симова инкарнација у епизоди „Звук бубњева”). Иако је била одлучна да мучи и исквари Доктора моралним искушењем док наноси бол и смрт човечанству, она га је често називала својим „дечком“ или „пријатељем“ и чинило се да је на крају желела његово пристанак и друштво. Такође је свесна да је још опаснија психопатија него раније, описујући себе као „банану” агенткињи UNIT-а Осгуд непосредно пре него што ју је убила („Смрт на небесима“). Међутим, када су околности довеле до тога да је Господарица држана у трезору и под надзором Доктора након спреченог погубљења, Господарица заправо показује знаке кајања због онога што је урадила у прошлости, до те мере да се спрема да стане на Докторову страну у инат сопственој прехтодној инкарнацији („Докторов пад“).
Даванов Господар се враћа Господаревој љубави према злу ради тога да буде зао, проглашавајући у једном тренутку да убија јер је добар у томе и питајући се зашто би икада престао. Тамо где су се Господарицни поступци заснивали на изопаченој привлачности према Доктору, Даванов Господар уништава Галифреј једноставно зато што не може да прихвати откриће које указује да друштво Господара времена дугује регенерацију и друге тајне своје прошлости детету које је постало Доктор. Он то доживљава као стварање уврнуте везе између Доктора и себе самог.

### Психичке способности
Показало се да су и Доктор и Господар вешти хипнотизери, иако се показало да је способност Господара да доминира – чак и само погледом и гласом – далеко израженија. У Логополису, Доктор је рекао за Господара: „Он је Господар времена. На много начина имамо исти ум.” Господар често успева да предвиди Докторове потезе, као што је приказано у причама као што су Кастровалва, Чувар Тракена, Временски лет и Краљеве утваре, где планира разрађене замке за Доктора, откривајући само своје присуство у кључном тренутку. У Смртоносном убици, Господар је спео да пошаље лажни предосећај као телепатску поруку Доктору, али није јасно да ли је то извео кроз урођену психичку способност или му је помогла технологија.
У „Крају времена“ Господар користи неку врсту психичке технике коју је претходно користио Доктор да чита мисли других, дозвољавајући Доктору да чује стално 'бубњање' у Господаревом уму.

### ТАРДИС
У изворној серији, Господареви ТАРДИС-и су имали потпуно функционална камелеонска кола, појавивши се као разне ствари, укључујући и приколицу за коње, свемирски брод, јелу, банку рачунара, дедин сат, архитектонски стуб са канелурама, железну девицу, камин, авион Бритиш ервејз-а, колибу и троугласти стуб. Од Господаревих ТАРДИС-а виђених у Чувару Тракена, један се појављује као калцификовани Мелкур налик кипу способан да се креће, па чак и хода. Други се појављује као дедин сат. Мелкур ТАРДИС је уништен. У једном тренутку у Логополису, Господарев ТАРДИС се чак појављује као полицијска кутија, попут Докторове.
Господарица користи вортекс манипулатор уместо ТАРДИС-а у 9. серијалу. Користила је пар њих који су били повезани један са другим да превезе себе и Клару Освалд на Докторову 'испратницу' у средњовековном Есексу („Мађионичарев шегрт“). Они су уништени у „Вештица је позната“ када су, да би избегли да их побију Далеци, каналисали енергију из оружја Далека да их телепортују, изгледајући као да су истребљени.
У „Докторовом паду“, Господар је набавио ТАРДИС пре него што је напустио Галифреј, али је изгорео његов дематеријализациони круг док је покушавао да пребрзо побегне од црне рупе. Његова будућа инкарнација Господарица му је дала резервни део паје Господар успео да поправи свој ТАРДИС и оде.
У „Спајфол (1. део)“, прерушени Господар живи у штали за коју касније открива да је његов ТАРДИС. У другом делу приказан је како лети овим ТАРДИС-ом за Лондон 1834. и Париз 1943. Тринаести Доктор му га касније краде да би се вратила у садашњост пошто је била заробљена у прошлости без свог ТАРДИС-а. Ово је први пут од оживљавања серије да је унутрашњост Господаревог ТАРДИС-а приказана и примећено је да је исте величине изнутра.

### Ручно оружје
Господарево оружје по избору у изворној серији био је „елиминатор сабијања ткива“ који смањује своју мету до размера попут лутке, убијајући их у том поступку. Његов изглед је сличан оном код Докторовог алата, звучног одвијача.
Упркос сопственој наклоности према оружју, Расел Т. Дејвис је одлучио да га не враћа ради поновног појављивања Господара у „Звуцима бубњева“ јер је Господар имао превише нових „трикова“ да употреби против Доктора.
Током радње „Звука бубњева“, Господар открива ново ручно оружје: ласерски одвијач. Уређај функционише као моћно ласерско оружје, способно да убије једним ударцем. Такође носи способност брзог старења жртава користећи умањену варијанту генетског манипулатора који је развио професор Лазарус („Лазарусов оглед“). Одвијач је биометријски осигуран тако да га може користити само Господар. У „Докторовом паду“, Господар поново користи ласерски одвијач да би се борио против Киберљуди. Пошто га је Господарица убола, Господар је упуцава ласерским одвијачем „пуним ударом”, за шта је рекао да ће спречити њену регенерацију и трајно је убити.
У епизодама „Тамна вода (1. део)“ и „Смрт на небесима (2. део)“, Господарица користи мали ручни уређај величине великог мобилног телефона који јој омогућава да контролише своју технологију и даљински скенира околину. Такође садржи оружје које она користи да дезинтегрише др. Ченга, Осгуда и Себа. У „Чаробњаковом шегрту” Господарица користи новију, надограђену варијанту овог уређаја који се чини моћнијим. То јој је омогућило да контролише ваздухоплове у ваздуху пошто их је замрзнула на време и истовремено дезинтегрисала неколико стражара UNIT-а.
Откривено је да је Господарицин сунцобран прикривени звучно-ласерски уређај у „Докторовом паду“. Она га користи за одбрану од нападача Киберљуди. Необичнија карактеристика, приказана у епизоди „Смрт на небесима (2. део)“, омогућава јој да путује кроз ваздух попут Мери Попинс.
Господарица каже да њен брош садржи иглу од легуре Галифрејанске тамне звезде коју јој је дао Доктор и коју користи да пробије далечки оклоп. У епизоди „Докторов пад (2. део)“, Господарица користи мало сечиво скривено у рукаву да убоде своју претходну инкарнацију, покрећући његову регенерацију која није приказана.
У „Спајфолу“, елиминатор сабијања ткива се враћа док Господар, пошто је повратио своје манично стање, открива да га је искористио да украде идентитет Докторовог савезника. Такође ју је искористио да доведе Доктора на милост и немилост претећи да ће га употребити на људима 1834. У епизоди „Ванременска деца (2. део)“, Господар њоме прети Докторовим људским пријатељима да би је натерао да се врати у Галифреј са њим и касније убио Усамљеног Киберчовека Ашада елиминатором сабијања ткива. Господар га је поново користио у „Моћи Доктора“, откривајући да би елиминатор сабијања ткива могао да ради у обрнутом смеру и да ослободи војску Киберљуди, а међу њима и Ашада затвореног у једног умањеном Киберчовека.

## Други медији
Господар је учествовао у бројним огранцима Доктора Хуа. Једно од најзначајнијих од ових других појављивања је „Господарска трилогија“ романа Дејвида А. Мекинтија која се састоји од дела Мрачна стаза и Прва граница у издаваштву „Невиности” и Лице непријатеља ”ББЦ Књига” и аудио драме Доктор Ху продукције „Big Finish” у којој су различити глумци поновили улогу из ТВ серије или су играли изворне варијанте Господара.

### Романи
Господарева прошлост са Доктором је донекле истражена у Мрачном путу који открива да се његово име пре него што је преузео псеудоним Господара зове Кошћеј када је наишао на Другог Доктора током њиховог путовања. Иако је у почетку донекле антијуначка варијанта Доктора, вољан да убије прву могућност да би спасио ствар, али уопштено и даље покушава да поступи како треба, Кошћеј се окреће злу и постаје Господар пошто је открио да је његова сапутница и љубавница Ејла тајна агенткиња Небеске интервентне агенције послата да га шпијунира. Током романа, Ејла је упуцана и убијена, а Кошеј не зна да је она Господар времена и да ће се једноставно регенерисати, довршавајући оружје засновано на времену како би користило напорима војника из Царства Земље против ванземаљаца у покушају да врати је назад. Оружје је искоришћено за уништавање планете Терилиптус и њених становника. Ипак, када се Ејла појави жива, сазнање да је узалуд уништио планету, заједно са открићем о Ејлиној издаји, показује превише. Кошћеј одлучује да унесе свој ред у универзум на рачун слободне воље и да постане његов Господар. Захваљујући Доктору који је репрограмирао своје оружје, Кошћеј је заробљен у црној рупи на крају романа, а остаје неизвесно како ће побећи. Насловна слика Мрачног пута приказује Кошћеја као већ исту регенерацију као Господар из Делгадовљеве ере.
Лице непријатеља се усредсређује на Господара из Делгадовљеве ере, али укључује камеју Кошћеја са алтернативне временске линије (конкретно, временске линије коју је Трећи Доктор посетио у Паклу) који никада није постао Господар. Ова варијанта Кошћеја је и даље одани Господар времена који остаје насукан на алтернативној Земљи након што је варијанта Мреже страха из тог универзума уништила његов ТАРДИС. Након тога бива заробљен и приморан да ради за фашистичке владаре који га одржавају у животу у патњи, користећи апарате за одржавање живота. Када је Господар, прелазећи из другог универзума, сазнао за ово, он окончава живот свог колеге у ретком тренутку саосећања.
Последњи Гадеренац Марка Гетиса и Смртоносни сусрет Теренса Дикса и Берија Летса су блиски омаж причама Делгадо/Пертву. У Последњем Гадеренцу, Господар, прерушен у полицијског инспектора Леметреја, помаже ванземаљском роду званом Гадеренци да нападне Земљу, почевши од малог села. У Смртоносном сусрету, он покушава да контролише моћне силе кроз култ, али се налази на милости ванземаљца налик Богу. Делгадовљев Господар се такође појављује у Вердигрису Пола Магрса, пародичнијем схватању Пертвијеве ере. Истоимени дух проводи велики део романа имитирајући Господара који га у ствари контролише: прави Господар се појављује у епилогу романа, купујући кинеску храну за понети.
Разлог зашто је Господар тако изнурен када се појављује у Смртоносном убици истражује се у роману Џона Пила Наслеђе Далека у којем покушава да ухвати Докторову унуку Сузан Форман што је довело до ванредног сусрета са Осмим Доктором када је Доктор примио телепатски крик узнемирености од Сузан и покушава да га уђе у траг пре његовог настанка. Господар је тешко опечен када га је она напала у самоодбрани и заузела његов ТАРДИС. Пошто је Сузан побегла, председник владе Гот на крају проналази Господара на самрти на планети Терсур, што директно води у догађаје Смртоносног убице.
Господар из Ејнлијеве ере појављује се у роману Квантни архангел Крега Хинтона, директном наставку Временског чудовиште. У овом роману он се представља као српски бизнисмен по имену Господар – што је навело Шестог Доктора да се запита да ли му „понестаје језика“ – док покушава да поткопа моћ виших величина да би се претворио у бога. Међутим, требало би да се открије да је овај план заправо резултат махинација Хроновора/Вечног хибрида Кроноса који је покушавао да превари Господара да казни Хроноворе за свој доживотни затвор, при чему је један од Господарових пијуна трансформисан у насловног архангела када је упила енергију виших величина док Господар испитује своју опрему. Како се роман завршава, Господар се накратко враћа у свој осакаћени и спаљени облик, док Доктор упија више вишка енергије да одложи Квантног архангела на њеном нивоу, али прича се завршава тако што се Господар враћа у физичко здравље уз појачање последњи талог вишедимензионалне моћи (иако га је очигледно накнадно напала група хроновора).
Први фронт приказује Господара (очигледно Ејнлијева варијанта) како коначно добија ново тело које је према Мекинтију засновано на биоскопској личности Базила Ретбона, користећи наните које је обезбедила ванземаљски род позната као Цуни у замену за његову помоћ у успостављању њихове 'најезде' на Земљу. Ова инкарнација се поново појављује у Срећним завршецима Пола Корнела, слављеном педесетом роману из низа Нове невине пустоловине издаваштва „Невиност”, још једном покушавајући да поврати његову способност регенерације, што указује да Цун нанити нису успели да га одрже дугорочно. Након емитовања телевизијског филма, неки обожаваоци указују да је ово инкарнација коју је накратко играо Гордон Типл у прологу да би на крају поново подлегао вирусу гепарда у првом роману Осмог Доктора Осам Доктора.
Пре краја низа Нове невине пустоловине, Делгадовљева варијанта Господара појавила се у роману Ко је убио Кенедија, приказујући га како поставља сложен план да обмане новинара како би узнемиравао UNIT убеђујући га да су они део мићене завере који, док га је „Невиност” објавила, није сматран делом низа Нове невине пустоловине.
Друга варијанта Господара се појављује у Бесконачним Докторима (такође од Паркина), где је познат као Магистар и поново је Докторов пријатељ, иако је нејасно када се то дешава у континуитету. Паркин је изјавио да се роман може уклопити у континуитет и да је његова инкарнација Господара заснована на Ричарду Е. Гранту.
Током парадокса фракције који се протеже кроз пустоловине Осмог Доктора, представљен је лик познат као Ратни краљ за кога се претпоставља да ће бити будућа инкарнација Господара. Овај лик се такође помиње у књизи Књига о рату коју је објавио „Луди норвешки прес” када су приче о парадоксу фракције прешле у сопствени континуитет. Касније приче о парадоксима фракција потврђују да је Магистар млађа варијанта Ратног краља, што се подразумевало у Заузимање планете 5.
Роман Алистера Рејнолдса Жетва времена објављен 2013. приказује инкарнацију Роџера Делгада смештену након његовог хватања на крају Утвара и пре него што је побегао из затвора у Морским ђаволима. У току романа, Господар је скоро избрисан из историје од стране древног рода познатог као Силди који је ухватио више инкарнација Господара да би створила сложени временски обмањивач повезујући Господаре у неуронску мрежу, али Доктор и Господар прате Силде до њиховог порекла, дозвољавајући Господару да преузме контролу над силдском мрежом и окрене је против њих пре него што се његове друге инкарнације побуне против његове контроле, приморавајући га да дозволи другим Господарима да побегну.

### Стрипови
Зимски специјални стрип Бљесак из прошлости Часописа Доктор Ху (ЧДХ) из 1992. приказује младог Господара (овде се зове „Магнус”) и Доктора на Галифреју. Господар планира да искористи живо биће да искористи енергију Артона, али Доктор осујећује његове планове.
Господар се враћа у новом телу и обличју, оном уличног проповедника, у претходно поменутој ЧДХ стрип причи Пали, иако га Доктор не препознаје. Господар се открива неколико прича касније, у Славним мртвима. Господар је преживео догађаје из телевизијског филма тако што је наишао на космичко биће по имену Естерат у временском вртлогу. Естерат контролише Славу, жаришну тачку Омниверзалног распона који је у основи читавог постојања. Господарев план да преузме контролу над Славом не успева и он бива протеран у непознате делове.
У Лику убице у ЧДХ-у бр. 311, Делгадовљев Господар посећује Земљу фикције и краде део технологије иза ње, бришући неколико измишљених зликоваца из деветнаестог века док иде. Такође се може видети у следећим стриповима смештеним током Пертвијеве ере:
- „Успавана клисура“ Џерија Хејлока и Дика О'Нила (ТВ акција 107–111)
- „У магли“ Френка Ленгфорда (Доктор Ху празнични специјал 1973.)
- „Крадљивац времена“ Стива Ливесија (Приручник Доктор Ху 1974.)
- „Човек у јонсокј маски“ Брајана Вилијамсона и Дена Абнета (зимски специјал часописа Доктор Ху 1991.)

У ИДВ издаваштву Затвореници времена, низу од 12 издања за прославу 50. годишњице серије, Господар (нацртан на основу Ејнлијевог портрета) игра главну улогу. Он је негативац у бр. 6 и бр. 7, упознаје Шестог и Седмог Доктора, покушава да зароби Шестог Доктора у изгнанству са особљем Отонаца и наилази на Седмог док покушава да извуче енергију из пара вишедимензионалних бића. Открива се да се Ејнлијев Господар удружио са осрамоћеним бившим сапутником Деветог Доктора Адамом Мичелом који путује кроз време отимајући Докторове пратиоце из освете, при чему се Господар представио као још једна Докторова „жртва“, а не као зликовац који заиста јесте. Његова улога у плану након што је Адам отео Клару Освалд кулминирала је у нескладном сусрету са Једанаестим Доктором док Доктор примећује да је прошло пријатно много времена откако је видео ову варијанту Господара. Међутим, када је Једанаести Доктор успео да призове својих претходних десет себе у Адамову тврђаву да спасе њихове другове када је Адам запретио да ће их све побити, Господар открива да је његов прави план да каналише своју украдену хронску енергију кроз комбиноване ТАРДИС-ове Доктора чиме уништава Универзум. Ужаснут Господаровим злим размерама и подстакнут да предузме акцију од стране Роуз и Деветог, Десетог и Једанаестог доктора, Адам се супротставља Господару, жртвујући се да би онемогућио Господарову опрему. Господар бежи, уз напомену да је уживао у прилици да изазове даљи хаос, али је његов план осујећен. Ово је једина прича у било ком медију од априла 2015. у којој се Девети и Једанаести Доктор сусрећу са Господаром.
Године 2017. враћа се Делгадоова инкарнација у Врата ка паклу, стрипу Часописа Доктор Ху штампаном у ЧДХ #508–511 који је смештен након догађаја из Фронта у свемиру из Господарове перспективе. Ово приказује нередовни сусрет између Делгадовог Господара и Дванаестог Доктора 1973. године, при чему је Господар у почетку претпостављао да је Дванаести Доктор Четврти који се регенерисао након експлозије у ТАРДИС-у која је Доктора оставила заробљеног на Земља у овом времену све док Доктор није обавестио свог непријатеља да је он из далеко у Господаровој будућности. На крају приче, тешко рањени Господар се регенерисао у свом ТАРДИС-у пошто су Доктор и људска породица са којом је живео одбили напад „артронском енергијом“ коју је породица упила док је Докторов ТАРДИС лечио у њиховом врту.
Стрипови „Титан” су објавили низ стрипова који су укључивали Господара који је био савременик Ратног Доктора. Овај Господар има изглед дечака. У свом последњем појављивању, он се регенерисао у инкарнацију Дерека Џејкобија виђену у епизоди „Утопија (1. део)“.

### Аудио драме
Господар се редовно појављивао у разним аудио драмама које је продуцирао „Big Finish”. Џефри Биверс, Дерек Џекоби, Мишел Гомез, Ерик Робертс, Џон Сим и Саша Даван су сви поновили улогу из телевизијске серије док Марк Гетис, Алекс Меквин, Ђина Меки, Џејмс Драјфус и Мајло Паркер тумаче варијанте изворног Господара у Великој завршници. Џон Калшо је наступио као инкарнације Господара Роџера Делгада и Ентонија Ејнлија.
Господар се појављује у продукцији „Big Finish”-а Прашина где је Џефри Биверс поновио улогу. Прича открива да је у неком тренутку након Преживљавања, Тракеново тело Господара оштећено када је покушао да преузме контролу над психичким оружјем заробљеним на слици Крик што га поново враћа у стање ходајућег леша. Он је представљен користећи псеудоним господин Сет, још један анаграм Господара.
У Господару се истражује порекло Господаровог и Докторовог непријатељства. Као деца, школски насилник је покушао да удави Господара, али га је Доктор убио у одбрани. Неспособан да се носи са кривицом и тугом, млади Доктор је склопио договор са Смрћу да му одузме бол, нехотице преневши сећања и кривицу за убиство на Господара. У главној радњи, Седми Доктор (Силвестер Мекој) склопио је још један договор са Смрћу како би уклонио сећање на Господара и пустио га да живи у миру десет година, у замену да Господар тада постане шампион смрти. Сазнавши ово, Господар ослобађа Доктора његових поступака као детета пре него што му се сећања врате и поново постане слуга Смрти.
Господар алтернативног универзума појављује се у аудио драми „Big Finish”-а Саосећање за ђавола коју је тумачио Марк Гетис као део низа Доктор Ху: Црно на бело. У овој варијанти догађаја, алтернативни Трећи Доктор — који сада тумачи Дејвид Ворнер — не стиже у изгнанство на Земљу до 1997. Без Докторове помоћи, UNIT није био у стању да се носи са низом ванземаљских катастрофа и политичким пејзажом планета се драстично променила. Насукан на Земљи, Господар је радио као саветник Уједињених нација. Ова варијанта Господара се касније појављује у „Big Finish”-овим серијама Нове пустоловине Бернис Сандерс насупрот Ворнеровом Доктору када је Бернис Самерфилд привремено повучена у Невезани универзум. Касније бежи у Бенин универзум и Далеци га регрутују да заустави план његовог главног универзумског колеге који прети да уништи универзум. Друга алтернативна варијанта Господара коју игра Биверс појавила се поред алтернативног Доктора Колина Бејкера (познатог као Ратни) у дуологији Доктор Ху: Црно на бело − Ратни Доктор.
Господар је требало да се појави у телевизијској причи Шупљине времена предложеној за 23. сезону серије, али на крају никада није произведена. Када је „Big Finish” прилагодио причу за свој опсег Изгубљених прича док су Колин Бејкер и Никола Брајант тумачили своје изворне улоге као Шести Доктор и Пери, права на Господара нису могла бити добијена (а Ентони Ејнли је умро) па је улога професора Стрима (првобитно замишљен као Господаров псеудоним — још један анаграм) је играо Дејвид Гарфилд и остао је двосмислен у погледу његовог правог идентитета, а прича је представљена као полу-бљеску из прошлости са искривљеним сећањима Доктора и Пери тако да не могу јасно да се присете одређених кључних детаља.
Господар, кога игра Џефри Биверс, враћа се у аудио драмама Четвртог Доктора Траг Беле собе, Осејдонова пустоловина, Зли, Реквијем за космонаута и Смртоносни окршај. Биверс се такође појављује у причи о педесетој годишњици Светло на крају где покушава да избрише Докторова путовања користећи напредно оружје да избрише ТАРДИС из постојања и у Велеуму Сапутничке хронике који говори о томе како је украо ново тело почетком двадесетог века након што је његова суштина побегла из ТАРДИС-а Осмог Доктора и преживео поседујући низ људских домаћина све док није преварио UNIT да му помогне да поврати приступ свом ТАРДИС-у.
Алек Меквин игра нову инкарнацију Господара – која постоји након инкарнације Ерика Робертса (и накнадни облик леша који игра Биверс) – у издању Седмог Доктора UNIT: Доминација претвара се да је будућа варијанта Доктора пре него што је откривен његов прави идентитет. Он наставља да постаје антагониста који се понавља у серији Осмог Доктора Тамне очи где се објашњава да су Господари времена васкрсли Господара да би се борио у сукобу који се приближава и за који се подразумева да је Временски рат. Догађаји око Господаревог васкрсења приказани су у серијалу Гаврани пет година касније.
Крис Фини игра лик по имену 'Кит Потер' у причи Крај линије из аудио антологије Шести Доктор: Последња пустоловина за коју је касније откривено да је аватар под контролом Господара.
Господар кога поново игра Џефри Биверс појављује се на кратко у 10-оделном огранку Доктор Ху: Јаго и Лајтфут, а касније је представљен као главни негативац у једанаестом серијалу.
Да би обележио четрдесет пет година од првог појављивања Господарра, „Big Finish” је 2016. године објавио трилогију прича у којима се појављују Џефри Биверс и Алекс Меквин инкарнације Господара. И Повиноваћеш ми се приказује Господара Биверса који се сусреће са Петим Доктором док вампир Ума супротставља Шестог Доктора против Меквиновог Господара. У обе приче, два Господара су описана веома различито од својих претходних појављивања. У последњој причи трилогије – Два Господара – објашњава се да су два Господара заменила тела након што се Господар Меквина вратио у прошлост и изазвао догађај који је Биверсовом Господару дао свој изнемогао облик леша. Ово је довело до парадокса уништавања универзума који је поправио Седми Доктор, враћајући два Господара у њихова права тела и бришући њихова сећања на догађаје.
У децембру 2017. Дерек Џејкоби је поновио своју улогу Господара у Ратном Господару, текућем низу аудио снимака смештених током Временског рата који се првобитно појавио у епизоди „Утопија (2. део)“ из 2007. Прва серија се завршава тако што Господар користи лук од камелеона да се претвори у новорођенче, постављајући догађаје у „Утопији“. Наредне серије се дешавају раније у животу Господара рата и приказују га како се укључује у различите битке у Временском рату, понекад по налогу Господара времена, а понекад за своје циљеве. Марк Гетис је гостовао као Господар алтернативног универзума у четвртој серији. Пол Мекган накратко игра Господара у петој серији. У десетом тому - Одметнички обрачуни - Џејкоби игра професора Јану, Господарев људски алтер-его виђен у „Утопији“. Џејкоби се такође појавио као Ратни Господар у неколико других великих домета, међу којима су и UNIT: Кибер стварност и први том Галифреј: Временски рат.
Џејмс Драјфус тумачи рану инкарнацију Господара наспрам Дејвида Бредлија као Првог Доктора у филму Доктор Ху: Пустоловине Првог Доктора. Драјфус се такође појављује у аудио снимку Другог Доктора Домобран, аудио запису Четвртог Доктора Соло и Аудио запису Седмог Доктора Психички циркус.
У мају 2018. објављено је да ће пета серија Дневника Ривер Сонг представљати насловни лик Ривер Сонг која ће се сусрести са четири инкарнације Господара. Осим што су се Биверс и Џејкоби вратили, ово издање је видело да Ерик Робертс и Мишел Гомез дебитују на „Big Finish”-у као своје инкарнације Господара. Ово издање објашњава како је Господар (Робертс) успео да побегне из Ока склада, заглављен у временском вртлогу, све док му Риверина интервенција није омогућила да побегне назад у универзум.
Као и Џејкоби, и Мишел Гомез такође тумачи своју инкарнацију Господара (преименованог у Господарица) за аудио серију која је у току. Господарица је премијерно приказана у фебруару 2019. године и са њом се појавио и Монах којег игра Руфус Хаунд. Друга серија представила је лик познат као Лумијат – откривено је да је следећа инкарнација Господара, непосредног наследника Господарица – коју игра Ђина Меки. Објашњено је да је, након своје „поетске” смрти од руке свог претходника, Господарица користила Јелисејско поље да пренесе своју свест у дупло тело створено од њених сопствених умирућих ћелија и покрене регенерацију. Мотивисана недавним покушајем искупљења, уредила је двојника како би уклонила све негативне аспекте своје личности и постала добронамерна сила у универзуму, усвојивши име Лумиат. Господарица наилази на Лумијат покушавајући да поништи нека од зла дела своје раније инкарнације. Како јој се смучило од себе у будућности, Господарица убија Лумијат помоћу ТЦЕ-а и напушта је да се регенерише, наговештавајући да би поступак могао да их натера да се врате злу. У трећем тому, Гомезовој и Хаунду се придружила Џема Велан као часна сестра која се меша – још једна инкарнација монаха. Гомезова се вратила у причу у „Big Finish”-овом серијалу Осми март у ком је Господарица била насукана у Земљиној прошлости и прети младој Ејми Понд (Кејтлин Блеквуд) у покушају да привуче докторову пажњу.
Обележавајући 60. годишњицу серије, Гомезова и Мекијева поновиле су своје улоге Господарица и Лумијат у одвојеним причама из серијала Једном и занавек. Гомезова се појављује у Марсовској најезди на Планетоид 50, а Мекијева у У знак сећања на Временске господаре.
Биверс, Џејкоби, Робертс и Гомезова појавили су се у четвртом тому серије Осмог Доктора Гавран у октобру 2019. У Планети прашине, Доктор и његови пратиоци сусрећу Спаљеног Господара (Биверс) на планети Парак где се објашњава да поново се вратио у свој мршави облик леша након што је провео у телу Бруса (Робертс) пре него што су га убили Гаврани. У Дану Господара, Осми Доктор се сусреће са Господаром Брусом. У исто време, његове сапутнице Лив Ченка и Хелен Синклер суочене су са Ратним Господаром (Џејкоби) и Господарицом (Гомез). До краја приче Господари времена шаљу Ратно Господара, Господарицу и Господара Бруса у гробницу у којој је сахрањен Спаљени Господар, користећи технологију стечену раније у причи како би му омогућили нови циклус регенерације и, подразумева се, претварајући га у инкарнацију Господара Алекса Меквина. Прича такође указује да је Брус Господар обрисао своје памћење и да је бачен у временски вртлог од стране својих будућих инкарнација што га на крају води назад у Парак у његовом облику Спаљеног Господара да би сачувао временску линију.
Као део вишеплатформске приче Победоносни Временски господари, пар прича о кратким путовањима увело је инкарнације Господара Роџера Делгада и Ентонија Ејнлија у Лоповском Господару Фија Третевија продукције „Big Finish” и Мањем злу Сајмона Герија су објављени у Октобра 2020. са Џоном Калшоом који служи као приповедач и тумачи обе инкарнације Господара.
У јануару 2021. године, да би обележио педесету годишњицу Господаровог првог телевизијског појављивања, „Big Finish” је објавио Господарствено, троделни специјал који је написао Џејмс Гос и који обједињује сваку живу телевизијску и аудио инкарнацију Господаора (осим Саше Давана због дозволе). У њему је Џон Сим поновио своју улогу варијанте Господара Харолда Саксона и предстљен је Мајло Паркер као млада инкарнација Господара. Биверс, Гетис, Џејкоби, Меквин, Робертс и Гомезова су поновили своје улоге. Ђина Меки се појављује на кратко као Лумијат, а Џон Калшо даје глас Камелиону који опонаша Ејнлијевог Господара. У причи, Саксонов Господар је убио Доктора и преузео контролу над универзумом користећи ентропијски талас који је дестабилизовао његово тело и претио да уништи универзум. Он призива своје претходне инкарнације у покушају да им покраде животе и излечи себе. Интервенција Господарице, Господара алтернативног универзума и Џо Грант осујећује Саксонове планове и, након што је открио да је ентропијски талас осећајно испољавање Господара из будућности – њихова коначна инкарнација, биће чистог беса и лудила – Ратни Господар убија своје друге инкарнације (укључујући и себе) како би изазвао парадокс и вратио универзум у нормалу. Посебно издање укључивало је изворну аудио-књигу Терор Господара коју је написао Тревор Бејкендејл, коју је испричао Џон Калшо и у којој се појављују Делгадов Господар и Трећи Доктор. Ова прича је самостално поново објављена у марту 2023.
Робертс се поново вратио као Господар у марту 2021. у троделном посебом издању под називом Господар! са Чејсом Мастерсоном као Вин Салваторе. Након догађаја у Гаврану, Господара из вртлога спасава научница по имену Лајла Криг (Лоре Ејкмен) – коју је Господар обмануо користећи психичку везу да га ослободи – и украо јој идентитет пословног магната у двадесет трећем веку Земље. Далеци унајмљују Вина да убије Господара, али уз Кригину помоћ успева само да га пошаље назад у временски вртлог. Мастерсон и Робертс су се вратили за другу серију – Непријатељ експрес – објављену у октобру 2022.
На Дан „Big Finish”-а 2022. објављено је да ће Саша Даван поновити улогу Господара из телевизијске серије у новој аудио серији - Зовите ме Господар.

### Кратке приче
Ерик Савард је укључио инкарнацију Господара Ентонија Ејнлија у своју кратку причу „Рођење Ренегејда“ у једнократном часопису Доктор Ху: специјал поводом 20-огодишњице, који је објавило Радио време (и у Сједињеним Државама Старлог прес) 1983. године.
У краткој причи Кавана Скота и Марка Рајта „Камени празник“ која се наставља на „Врисак Шалке” прича се окреће око природе андроид варијанте Господара, његове стварности као продужетка стварности ТАРДИС-а и његовогов односа са Доктором.
У причи Џозефа Лидстера „Заборављени“ објављеној у Кратке поуке: Векован човек, Господар је виђен како бежи из Ока скклада. Прича се завршава тако што је 1906. године остао у поседу људског мушког тела.
Вишегодишње путовање Марте Џоунс преко планете Земље коју контролише Господар је у танчине описано у збирци кратких прича Прича о Марти која је објављена 26. децембра 2008.
У краткој е-књизи Доктор Ху: Копље судбине Маркуса Сеџвика у којој се појављује Трећи Доктор, Господар се прерушава у Викинга по имену Фреј (на старонордијском „Господар”) и покушава да узме Копље судбине.

### Вебкаст
Године 2003. андроидска варијанта лика (слична Делгадовој варијанти Господар којој је глас давао Дерек Џејкоби) појавила се у анимираној веб емисији Врисак Шалке. Ова варијанта Господара постоји као пратилац Доктора, иако помало злокобна. Не наводи се тачно зашто је Доктор створио андроида двојника Господара, али се открива да је Господар био суочен са избором трајне смрти или последње прилике за живот на узици да се искупи за штету коју је нанео годинама. Како је могао да управља Докторовим ТАРДИС-ом, али физички није могао да напусти брод, ова варијанта Господара можда има неке психичке способности, али ако има, оне су далеко слабије од оних које је некада поседовао.
За промоцију аудио серије Господар!, Ерик Робертс је поновио улогу Господара на екрану први пут од 1996. године у серији видео наставака које је продукција „Big Finish” објавила на друштвеним мрежама. Почевши од видео снимка на тему Ноћ вештица у новембру 2020. и накнадних порука за Божић и Дан заљубљених. У последњој поруци, чује се Господар како дозива „Лилу“, лик из аудио серије коју је Господар обмануо да би му дала слободу од вртлога.

### Аудио књиге
Камен убиства (ББВ Аудио, чита Ричард Френклин)

### Игрице
- Доктор Ху: Судбина Доктора у којој игра Ејнли. Ово је био његов последњи наступ у улози Господара пре своје смрти.[98]
- Лего величине са Лего варијантом Господарице коју је играла Гомезова.[99]

### Игра улога
Игра улога Доктор Ху коју је објавила ФАСА 1985. године има два модула који оцртавају Господареву личну историју, временски оквир његових активности и инвентар већине опреме коју је набавио током својих путовања. Најважније, модули идентификују монаха умешача као псеудоним који је Господар користио у својим раним покушајима да промени историју Земље.

### Друштвена игра
Друштвена игра из 1980. Доктор Ху: Игра времена и простора садржи податке о ликовима у игри. Треба напоменути да су „Монах”, Ратни поглавица и Господар иста особа.

### Пародија
У пародијском скечу Доктор Ху: Проклетство кобне смрти Господара је играо Џонатан Прајс.

## Списак наступа
Глумци који су играли улогу Господара у серији и датуми њиховог првог и последњег телевизијског појављивања у улози су:
| Глумац        | Бр. епизода   | Прво појављивање          | Датум            | Последње појавивање       | Датум             |
| ------------- | ------------- | ------------------------- | ---------------- | ------------------------- | ----------------- |
| Роџер Делгадо | 43 (8 прича)  | Терор Отонаца (1. део)    | 2. јануар 1971   | Фронт у свемиру (6. део)  | 31. март 1973     |
| Питер Прат    | 4 (1 прича)   | Смртоносни убица (1. део) | 30. октобар 1976 | Смртоносни убица (4. део) | 20. новембар 1976 |
| Џефри Биверс  | 4 (1 прича)   | Чувар Тракена (1. део)    | 31. јануар 1981  | Чувар Тракена (4. део)    | 21. фебруар 1981  |
| Ентони Ејнли  | 28 (11 прича) | Чувар Тракена (4. део)    | 21. фебруар 1981 | Преживљавање (3. део)     | 6. децембар 1989  |
| Ерик Робертс  | 1 (1 прича)   | Доктор Ху                 | 27. мај 1996     | Доктор Ху                 | 27. мај 1996      |
| Дерек Џејкоби | 1 (1 прича)   | Утопија (1. део)          | 16. јун 2007     | Утопија (1. део)          | 16. јун 2007      |
| Џон Сим       | 7 (3 приче)   | Утопија (1. део)          | 16. јун 2007     | Докторов пад (2. део)     | 1. јул 2017       |
| Мишел Гомез   | 15 (12 прича) | Удахни дубоко             | 23. август 2014  | Докторов пад (2. део)     | 1. јул 2017       |
| Саша Даван    | 5 (3 приче)   | Спајфол (1. део)          | 1. јануар 2020   | Моћ Доктора               | 23. октобар 2022  |